# Urban Symphony
Urban Symphony ist eine estnische Band, die Folk mit elektronischer Popmusik kombiniert. Sie vertrat Estland beim Eurovision Song Contest 2009 in Moskau mit dem Lied Rändajad (deutsch „Nomaden“).

## Geschichte
Die Musikerin und Sängerin Sandra Nurmsalu hatte sich in ihrer bisherigen Karriere auf klassische Musik und estnische Folklore konzentriert. Eine zehnjährige Ausbildung zur Violinistin und mehrjährige Mitgliedschaften in den Folk-Bands Pillipiigad und Virre kennzeichneten ihren Werdegang.
Im Herbst 2007 nahm sie an der estnischen Castingshow Kaks takti ette teil. Zu den gestellten Aufgaben der Show gehört, dass die Teilnehmer eigene Bands gründen, sie produzieren und mit ihnen Stücke einspielen. Dazu holte Nurmsalu Mann Halstein und Johanna Mängel in das Projekt. Mängel hatte bereits Erfahrung in verschiedenen estnischen Rockbands (Aides, Slide-Fifty und Vennaskond) gesammelt. Nach dem Auslaufen der Show beschlossen sie, die Band fortzuführen und nahmen noch Mari Möldre als weiteres Mitglied auf. Der estnische Produzent Sven Lõhmus lud sie zu gemeinsamer Arbeit ein und brachte sie schließlich zur Teilnahme am Eurovision Song Contest 2009.
Beim nationalen estnischen Vorentscheid Eesti Laul 2009 am 7. März 2009 in Tallinn konnte sich die Gruppe gegen neun weitere Mitbewerber durchsetzen. Im ESC-Finale belegte die Band beim Sieg des Norwegers Alexander Rybak einen sechsten Platz.
Auf den Song Rändajad folgten 2009 noch Päikese poole (deutsch „Der Sonne entgegen“) und 2010 Skorpion. Alle drei Stücke sind von Sven Lõhmus komponiert und außer Rändajad bislang nur als Download erhältlich.

## Diskografie
- 2008: Rändajad (Single, Moonwalk)